# As Is
As Is is het vijfde muziekalbum van Manfred Mann. Het betekent de overgang van EMI naar Fontana. Zanger Paul Jones is vervangen door Michael d'Abo. Curieus aan de opnamen is het gebruik van de prille mellotron.

## Musici
- Michael d'Abo – zang,
- Tom McGuinness – gitaar (hij wordt niet genoemd, maar aangeduid als Me)
- Klaus Voormann – basgitaar, (hoes)
- Manfred Mann – toetsen
- Mike Hugg - slagwerk

## Composities
De namen van de componisten worden niet genoemd op de hoes; slechts een enkele aanwijzing:
1. Trouble and tea (Abo)
2. A now and then thing (McGuinness)
3. Each other’s company
4. Box office draw (Abo)
5. Dealer dealer
6. Morning after the party (Hugg)
7. Another kind of music (Hugg)
8. As long as I have lovin’ (Abo)
9. Autumn leaves (met Dave Richmond op contrabas);
10. Superstitious guy
11. You’re my girl
12. Just like a woman (Bob Dylan)

In 2004 verschijnt een cd-versie, met de mono- en stereoversie achter elkaar geperst bij Umbrella Music.